# 粗紋捲管螺
粗紋捲管螺（学名：Lienardia compta）为捲管螺科細切嘴螺屬下的一个种。